# Tart (gemeente)
Tart is een gemeente in het Franse departement Côte-d'Or (regio Bourgogne-Franche-Comté). De plaats maakt deel uit van het arrondissement Montbard. Tart is op 1 januari 2019 ontstaan door de fusie van de gemeenten Tart-l'Abbaye en Tart-le-Haut. Tart telde op 1 januari 2022 1.533 inwoners.

## Geografie
De oppervlakte van Tart bedroeg op 1 januari 2022 13,68 vierkante kilometer; de bevolkingsdichtheid was toen 112,1 inwoners per km².
De onderstaande kaart toont de ligging van Tart met de belangrijkste infrastructuur en aangrenzende gemeenten.

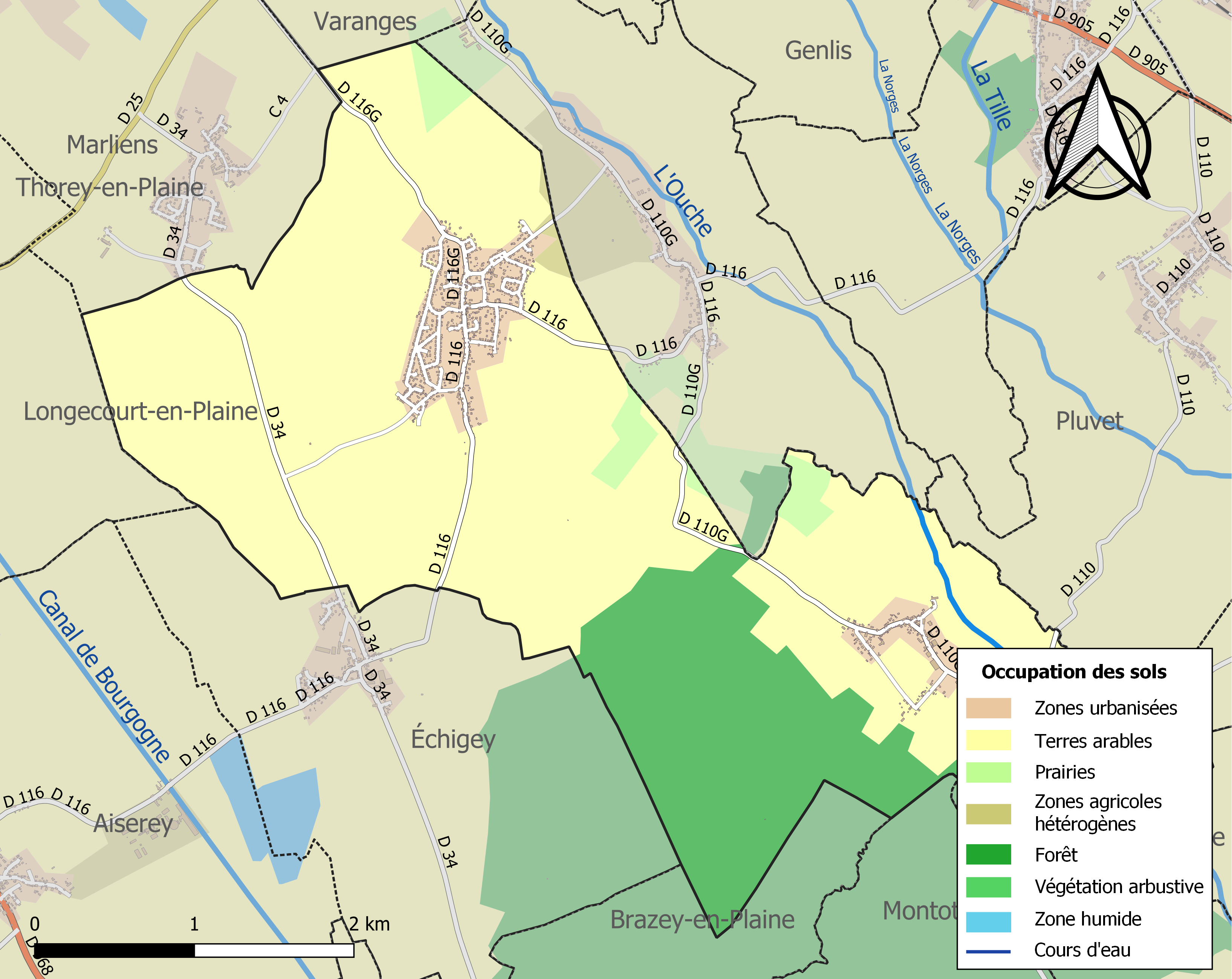